# Gran Pic d'Eriste
El Gran Pic d'Eriste és una muntanya de 3.053 m d'altitud, amb una prominència de 225 m, que es troba al massís de Pocets, província d'Osca (Aragó).